# Con-Hon
Con-Hon oder ConHon ist eine unter Manga- und Anime-Fans sowie Anhängern der Visual-Kei-Szene gebräuchliche Bezeichnung für kleine Bücher mit leeren Seiten. Diese werden, vergleichbar den Poesiealben, im Freundeskreis oder auf Anime-Conventions herumgereicht mit der Bitte, kleine Bilder, meist im Manga-Stil, hineinzuzeichnen oder Sprüche und Grüße hineinzuschreiben.
Insbesondere in der deutschsprachigen Manga-, Anime- und Visual-Kei-Fanszene werden Con-Hons seit der Jahrtausendwende zunehmend beliebter und dienen oft als Ausweis der sozialen Identität und als Prestigeobjekt.

## Begriffsherkunft und Abgrenzung
Der Begriff „Con-Hon“ ist ein Kunstwort aus der Abkürzung des englischen Wortes „Convention“ (Veranstaltung, Treffen) und dem japanischen Wort „Hon“ (本, Buch). In Japan, dem Ursprung der Manga-, Anime- und Visual-Kei-Fanbewegung, sind Con-Hons nicht gebräuchlich.
Die oft bei Veranstaltungen ausgelegten offiziellen Gästebücher werden in Abgrenzung zu Con-Hons in der Regel als „Con-Buch“ bezeichnet.